# Туришка вас на Похорју
Туришка вас на Похорју (словен. Turiška vas na Pohorju) је насељено место у општини Словенска Бистрица, Подравска регија, Словенија.

## Историја
До територијалне реорганизације у Словенији било је у саставу старе општине Словенска Бистрица.

## Становништво
У попису становништва из 2011. године, Туришка вас на Похорју је имало 74 становника.
| Број становника према пописима | Број становника према пописима | Број становника према пописима |
| ------------------------------ | ------------------------------ | ------------------------------ |
| 1991                           | 2002                           | 2011                           |
| 75                             | 74                             | 74                             |

Напомена: До 1955. исказивано под именом Туришка вас. Године 2000. умањено за део насеља који је припојен насељу Тињска Гора.